# Atletika na Letních olympijských hrách 1948 – 100 metrů ženy
 Běh na 100 metrů žen na Letních olympijských hrách 1948 se uskutečnil ve dnech 31. července a 2. srpna v Londýně. 

## Výsledky finálového běhu
| *                | jméno                  | země           | čas  |
| ---------------- | ---------------------- | -------------- | ---- |
| Zlatá medaile    | Fanny Blankers-Koenová | Nizozemsko     | 11,9 |
| Stříbrná medaile | Dorothy Manleyová      | Velká Británie | 12,2 |
| Bronzová medaile | Shirley Stricklandová  | Austrálie      | 12,2 |
| 4                | Viola Myersová         | Kanada         | 12,3 |
| 5                | Patricia Jonesová      | Kanada         | 12,4 |
| 6                | Cynthia Thompsonová    | Jamajka        | 12,6 |